# Станкувна, Ханна
Ханна Станкувна (пол. Hanna Stankówna, 4 мая 1938 — 14 декабря 2020) — польская актриса театра, кино, телевидения и радио.

## Биография
Ханна Станкувна родилась 4 мая 1938 года в Познани. Актёрское образование получила в Государственной высшей театральной школе в Варшаве, которую окончила в 1959 году. Дебютировала в театре в 1959. Актриса «Польского театра» в Варшаве с 1959 г. Она выступает в спектаклях «театра телевидения» с 1960 г. и «театра польского радио» с 1963 г.

## Избранная фильмография
- 1957 — Настоящий конец большой войны / Prawdziwy koniec wielkiej wojny
- 1968 — Привет, капитан / Cześć, kapitanie
- 1970 — Локис / Lokis. Rękopis profesora Wittembacha
- 1971 — Третья часть ночи (Третья стража) / Trzecia część nocy
- 1972 — Стеклянный шар / Szklana kula
- 1973 — Большая любовь Бальзака / Wielka miłość Balzaka
- 1976 — Прокажённая / Trędowata
- 1977 — Дело Горгоновой / Sprawa Gorgonowej
- 1980 — Королева Бона / Królowa Bona (телесериал)
- 1980 — Карьера Никодима Дызмы / Kariera Nikodema Dyzmy (телесериал)
- 1981 — Ян Сердце / Jan Serce (телесериал)
- 1982 — Эпитафия для Барбары Радзивилл / Epitafium dla Barbary Radziwiłłówny
- 1983 — Волчица / Wilczyca
- 1984 — Секс-миссия / Seksmisja
- 1985 — Женщина из провинции / Kobieta z prowincji
- 1986 — Предупреждения / Zmiennicy (телесериал)
- 1988 — Где бы ни был… / Gdzieśkolwiek jest, jeśliś jest…
- 1990 — Мария Кюри, почтенная женщина / Marie Curie. Une femme honorable
- 1992 — Холостяцкая жизнь на чужбине / Kawalerskie życie na obczyźnie
- 1993 — Человек из… / Człowiek z…
- 1995 — Скандал из-за Баси / Awantura o Basię
- 1996 — Мать своей матери / Matka swojej matki
- 1999 — Операция «Коза» / Operacja Koza
- 2005 — Несколько человек, мало времени / Parę osób, mały czas
- 2009 — Золотая середина / Złoty środek

## Признание
- 1987 — Серебряный Крест Заслуги.
- 1995 — Золотой Крест Заслуги.